# Apango
Apango är en ort i Municipio Mártir de Cuilapán i den mexikanska delstaten Guerrero. Den ligger i de centrala delarna av Guerrero cirka 35 km från delstatens huvudstad Chilpancingo. I en folkräkning 2005 hade staden Apango 3 987 invånare, varav 1 870 män och 2 111 kvinnor.